# Бартитсу
Бартитсу (англ. bartitsu) — смешанное боевое искусство и система самозащиты, разработанная в Англии в 1898—1902 годах. В 1901 году его увековечил (под именем «баритсу») писатель Артур Конан Дойль, в своем рассказе «Пустой дом» из цикла «Возвращение Шерлока Холмса».

## История
В 1898 году британский инженер Эдвард Бартон-Райт, проживший три предыдущих года в Японии, вернулся в Англию и заявил о создании «нового искусства самозащиты». По его заявлению, боевое искусство, названное им «бартитсу», свело в единое целое лучшие техники целого ряда единоборств. Слово «бартитсу» является слиянием имени создателя и названия японского джиу-джитсу, и, по определению Бартона-Райта, означает «самозащиту во всех её видах».
Согласно описанию, данному создателем в серии статей, опубликованных в Pearson’s Magazine в 1899—1901 годах, основой бартитсу является джиу-джитсу Koryū и Кодокан дзюдо, которые Бартон-Райт изучал, живя в Японии. В дальнейшем боевое искусство включило в себя элементы британского бокса, французского савата, швейцарской народной борьбы, а также оригинальной системы оборонительного боя на тростях «Canne de combat», созданного швейцарцем Пьером Виньи. Бартитсу также включало обширную систему общей физической подготовки.

## Клуб Бартитсу
С 1899 по 1902 годы Бартон-Райт занимался популяризацией своего боевого искусства в журнальных публикациях, интервью и показательных выступлениях в различных районах Лондона. Он основал школу под названием «Академия Бартитсу воинской и физической культуры» (или, менее официально, Клуб Бартитсу), располагавшуюся в Сохо на Шафтсбери-авеню, 67b. В статье для «Журнала физической культуры Евгения Сандова» (том 6, январь 1901 года) журналистка Мэри Ньюгент так описывала клуб Бартитсу: «большой подземный зал, где всё сверкает, с белыми кафельными стенами, электрическим освещением и „адептами“, прохаживающимися вокруг словно тигры». Помимо зала для занятий боевыми искусствами, в клубе Бартитсу был и хорошо оборудованный салон с обширным выбором машин для электротерапии.
Используя своё знакомство с создателем дзюдо профессором Дзигоро Кано и другие контакты в Японии, Бартон-Райт пригласил в Лондон мастеров джиу-джитсу, японцев К. Тани, С. Ямамото и девятнадцатилетнего Юкио Тани в качестве инструкторов клуба Бартитсу. К. Тани и Ямамото вскоре вернулись в Японию, а Юко Тани остался в Лондоне, и вскоре к нему присоединился ещё один молодой мастер джиу-джитсу Садаказу Уэниши. Швейцарский мастер Пьер Виньи и борец Арман Черпилл также были наняты в качестве преподавателей. Помимо обучения состоятельных лондонцев, в их обязанности входило проведение показательных выступлений и участие в дуэльных матчах против бойцов других стилей. Кроме того, клуб стал штаб-квартирой группы исторического фехтования, которую возглавил Алфред Хаттон. В клубе проводилось обучение лондонской актёрской элиты историческому фехтованию для постановки сценических боев и ставились эксперименты с фехтовальной техникой.
В середине 1901 года в Бартитсу были добавлены дыхательные упражнения, которые выполнялись под руководством миссис Эмиль Бенке.
Клуб Бартитсу был организован по образцу викторианских спортивных клубов. Потенциальные члены клуба должны были направлять свои заявления в комиссию по приёму. В своё время членами её были, в частности, капитан Алфред Хаттон и полковник Джордж Малкольм Фокс, бывший генеральный инспектор по физической подготовке частей британской армии.
Бартон-Райт рассказывал, что во время демонстрации бартитсу в Сент-Джеймс холле он победил семерых, более крупных, чем он, противников за три минуты. Благодаря этому он стал членом престижного Bath-клуба и получил королевское приглашение выступить перед принцем Уэльским Эдуардом. Травма руки помешала этому выступлению.

## Система самозащиты
Неясно, было ли когда-либо составлено Бартоном-Райтом формальное описание бартитсу как системы самозащиты. Членам клуба рекомендовалось изучать все четыре основные метода боя без оружия (Canne de combat, сават, бокс, джиу-джитсу), каждому из которых сопоставлялась определённая дистанция боя. Задачей тренирующихся было отточить технику таким образом, чтобы она была при необходимости применима и против техники другой дистанции (сават против джиу-джитсу, например). Указанный подход по сути аналогичен современным методикам обучения, применяемым в смешанных стилях боевых искусств.
Опираясь на публикации Бартона-Райта, современные исследователи полагают, что основное внимание уделялось системе Виньи на ударной дистанции и джиу-джитсу (а также, в меньшей степени, европейской борьбе) на дистанции захвата. Техники савата и бокса рассматривались как промежуточные между этими двумя дистанциями, либо как средство начальной фазы боя в случае, когда защищающийся безоружен. Тем не менее, оба указанных вида спорта практиковались в клубе Бартитсу, и ученики должны были изучать, как противостоять им, используя тростевой бой или джиу-джитсу. Бартон-Райт также указывал на отличие спортивных савата и бокса от техник, преподаваемых в клубе, и модифицированных им для целей самообороны.

## Появления в фильмах и книгах
- Рассказ Артура Дойля "Пустой дом"
- Фильм "Ип Ман: Рождение легенды" - Бартитсу использовали противники Ип Мана